# Noruega en los Juegos Olímpicos de Vancouver 2010
Noruega estuvo representada en los Juegos Olímpicos de Vancouver 2010 por un total de 99 deportistas que compitieron en 11 deportes. 
El portador de la bandera en la ceremonia de apertura fue el jugador de hockey sobre hielo Tommy Jakobsen.

## Medallistas
El equipo olímpico noruego obtuvo las siguientes medallas:
| Nombre                                                                            | Deporte               | Competición                 |
| --------------------------------------------------------------------------------- | --------------------- | --------------------------- |
| Oro                                                                               |                       |                             |
| Emil Hegle Svendsen                                                               | Biatlón               | 20 km M                     |
| Halvard Hanevold Tarjei Bø Emil Hegle Svendsen Ole Einar Bjørndalen               | Biatlón               | 4 × 7,5 km M                |
| Tora Berger                                                                       | Biatlón               | 15 km F                     |
| Aksel Lund Svindal                                                                | Esquí alpino          | Supergigante M              |
| Øystein Pettersen Petter Northug                                                  | Esquí de fondo        | Velocidad por eqs. M        |
| Petter Northug                                                                    | Esquí de fondo        | 50 km M                     |
| Marit Bjørgen                                                                     | Esquí de fondo        | Velocidad ind. F            |
| Marit Bjørgen                                                                     | Esquí de fondo        | 15 km persecución F         |
| Vibeke Skofterud Therese Johaug Kristin Størmer Steira Marit Bjørgen              | Esquí de fondo        | 4 × 6 km F                  |
| Plata                                                                             |                       |                             |
| Emil Hegle Svendsen                                                               | Biatlón               | 10 km M                     |
| Ole Einar Bjørndalen                                                              | Biatlón               | 20 km M                     |
| Thomas Ulsrud Torger Nergaard Håvard Vad Petersson Christoffer Svae Thomas Løvold | Curling               | Equipo M                    |
| Hedda Berntsen                                                                    | Esquí acrobático      | Campo a través F            |
| Aksel Lund Svindal                                                                | Esquí alpino          | Descenso M                  |
| Kjetil Jansrud                                                                    | Esquí alpino          | Eslalon gigante M           |
| Martin Johnsrud-Sundby Odd-Bjørn Hjelmeset Lars Berger Petter Northug             | Esquí de fondo        | 4 × 10 km M                 |
| Marit Bjørgen                                                                     | Esquí de fondo        | 30 km F                     |
| Bronce                                                                            |                       |                             |
| Audun Grønvold                                                                    | Esquí acrobático      | Campo a través M            |
| Aksel Lund Svindal                                                                | Esquí alpino          | Eslalon gigante M           |
| Peter Northug                                                                     | Esquí de fondo        | Velocidad ind. M            |
| Marit Bjørgen                                                                     | Esquí de fondo        | 10 km F                     |
| Håvard Bøkko                                                                      | Patinaje de velocidad | 1500 m M                    |
| Anders Bardal Tom Hilde Johan Remen Evensen Anders Jacobsen                       | Saltos en esquí       | Trampolín grande por eqs. M |